# Chloroclystis impudicis
Chloroclystis impudicis là một loài bướm đêm trong họ Geometridae.